# جون غامبل (لاعب كرة قاعدة)
جون غامبل (بالإنجليزية: John Gamble)‏ هو لاعب كرة قاعدة أمريكي، ولد في 10 فبراير 1948 في رينو في الولايات المتحدة.

## وصلات خارجية
- جون غامبل على موقعبيزبول رفرنس.كوم (الدوري الرئيسي) (الإنجليزية)
- جون غامبل على موقعبيزبول رفرنس.كوم (الدوري الثانوي) (الإنجليزية)